# Senem ante tempus fieri miserum est
 Senem ante tempus fieri miserum est  лат. (изговор: сенем анте темпус фијери мизерум ест. Биједно је прије времена постати старац. (Цицерон)

## Поријекло изреке
Изрекао римски државник и бесједник Цицерон (први вијек п. н. е.).

## Тумачење
Остарити када дође вријеме старости.(Не запустити се!) Све у своје вријеме- ни за, ни против, већ сагласно природи.